# Список похороненных на Новодевичьем кладбище (Д)
Новодевичье кладбище является одним из самых известных некрополей Москвы. Оно было образовано в 1898 году вдоль южной стены Новодевичьего монастыря, где имеется дворянский некрополь XIX века. В советское время это было второе по значимости кладбище после некрополя у Кремлёвской стены. Многие могилы Новодевичьего кладбища являются объектами культурного наследия. В данной статье представлен список значимых людей, похороненных на Новодевичье кладбище, фамилии которых начинаются на букву «Д».

## Список
- Давиденко, Александр Александрович (1899—1934) — композитор, хоровой дирижёр; 1 уч. 33 ряд.
- Давыдов, Константин Иванович (1918—1949) — лётчик, майор, Герой Советского Союза; колумбарий, 3 уч.
- Давыдовский, Ипполит Васильевич (1887—1968) — патологоанатом, академик АМН СССР (1944), Герой Социалистического Труда (1957); 7 уч. пр.ст. 3 ряд
- Данелия, Георгий Николаевич (1930—2019) — кинорежиссёр, народный артист СССР, 5 уч., 35 ряд
- Данилов, Николай Николаевич (1905—1970) — главный редактор газет «Комсомольская правда» и «Советская культура»; 7 уч. пр.ст. 12 ряд
- Данилов, Степан Павлович (1909—1945) — лётчик-истребитель, генерал-майор авиации (1943), Герой Советского Союза (1939); 4 уч. 15 ряд
- Дашевский, Яков Сергеевич (1902—1972) — советский военачальник, генерал-лейтенант, кандидат военных наук; колумбарий новой, новейшей территорий −125 секция, место 19-1.
- Двинский, Борис Александрович (1894—1973) — Первый секретарь Ростовского обкома ВКП(б) (1938—1944), Нарком, затем Министр заготовок СССР (1944—1950); 7 уч. лев.ст. 3 ряд.
- Деборин, Абрам Моисеевич (1881—1963) — философ, академик АН СССР; 8 уч. 25 ряд.
- Дейнека, Александр Александрович (1899—1969) — художник, график, педагог, действительный член АХ СССР; 7 уч. пр.ст. 6 ряд.
- Демант, Пётр Зигмундович (1918—2006) — писатель; писал под псевдонимом Вернон Кресс; 5 уч. 6 ряд.
- Дементьев, Пётр Васильевич (1907—1977) — Министр авиационной промышленности СССР, генерал-полковник-инженер; автор памятника М. К. Аникушин; 7 уч. лев.ст. 13 ряд.
- Деминов, Дмитрий Константинович (1903—1968) — генерал-лейтенант инженерно-технической службы; 6 уч. 36 ряд.
- Демьянов, Николай Яковлевич (1861—1938) — химик-органик, академик АН СССР; 3 уч. 20 ряд.
- Денисов, Аким Алексеевич (1885—1968) — революционер; колумбарий, (131)-23-4.
- Денисов, Сергей Прокофьевич (1909—1971) — генерал-лейтенант авиации, дважды Герой Советского Союза; 7 уч. пр.ст. 14 ряд
- Деревянко, Кузьма Николаевич (1904—1954), генерал-лейтенант
- Державин, Михаил Михайлович (1936—2018) — народный артист РСФСР; 2 уч. 13 ряд.
- Державин, Михаил Степанович (1903—1951) — актёр Театра имени Вахтангова, киноактёр, народный артист РСФСР; 2 уч. 13 ряд.
- Держинская, Ксения Георгиевна (1889—1951) — оперная певица (сопрано), солистка Большого театра, профессор Московской консерватории; 1 уч. 3 ряд.
- Дёмин, Никита Иванович (1905—1962) — советский военачальник, полковник; колумбарий 14-2-1.
- Дживелегов, Алексей Карпович (1875—1952) — историк, искусствовед, доктор искусствоведения (1936); колумбарий, между секциями 50 и 51
- Джугашвили, Галина Яковлевна (1938—2007) — писательница, сотрудник Института мировой литературы, внучка И. В. Сталина; 1 уч. ряд 43а, 1 могила
- Дземешкевич, Адам Станиславович (1902—1961) — советский военачальник, генерал-лейтенант авиации; 8 уч. 13 ряд.
- Дзержинская, Софья Сигизмундовна (1882—1968) — революционерка, жена Феликса Дзержинского; 6 уч. 36 ряд.
- Дзиган, Ефим Львович (1898—1981) — кинорежиссёр, сценарист, педагог, профессор ВГИКа, народный артист СССР; 1 уч. 33 ряд.
- Дикий, Алексей Денисович (1889—1955) — актёр театра и кино, режиссёр, народный артист СССР; 2 уч. 21 ряд.
- Дикушин, Владимир Иванович (1902—1979) — учёный в области машиноведения и станкостроения, академик АН СССР (1953), Герой Социалистического Труда (1969); 9 уч. 5 ряд.
- Динков, Василий Александрович (1924—2001) — Министр газовой и нефтяной промышленности СССР; 10 уч. 7 ряд.
- Дмитриев, Владимир Владимирович (1900—1948) — театральный художник, заслуженный деятель искусств РСФСР (1944); 2 уч. 17 ряд.
- Дмитриева, Анна Владимировна (1940—2024) — советская теннисистка, спортивный журналист и комментатор; 2 уч. 17 ряд.
- Дмоховская, Анна Михайловна (1892—1978) — актриса Художественного театра, киноактриса, заслуженная артистка РСФСР (1938); 1 уч. 45 ряд.
- Добронравов, Борис Георгиевич (1896—1949) — актёр Художественного театра, народный артист СССР; 2 уч. 17 ряд.
- Добронравова, Елена Борисовна (1932—1999) — актриса театра и кино, заслуженная артистка РСФСР (1968); 2 уч. 17 ряд рядом с отцом актёром Б. Г. Добронравовым.
- Добронравов, Николай Николаевич (1928—2023) — советский и российский поэт-песенник; 11 уч. 8 ряд.
- Доватор, Лев Михайлович (1903—1941) — кавалерист, генерал-майор, Герой Советского Союза; перезахоронен в 1959 году; 5 уч. 24 ряд у Центральной аллеи
- Довженко, Александр Петрович (1894—1956) — кинорежиссёр, писатель, кинодраматург, народный артист РСФСР; 3 уч. 62 ряд в районе 7 ряда.
- Додонова, Анна Андреевна — (1888—1967), член КПСС с 1911, после Февральской революции 1917 секретарь Моссовета, в Октябрьскую революцию 1917 секретарь ВРК Москвы, председатель Московского пролеткульта, научный работник.
- Доенин, Василий Николаевич (1909—1977) — Министр машиностроения для лёгкой и пищевой промышленности и бытовых приборов СССР (1965—1977); автор памятника Л. Е. Кербель; 7 уч. лев.ст. 13 ряд.
- Докин, Сергей Иванович (1918—1951) — артиллерист, старший сержант, Герой Советского Союза (1946); 4 уч. 47 ряд
- Домбровская, Юлия Фоминична (1891—1976) — педиатр, академик АМН СССР (1953); 1 уч. 10 ряд
- Домогацкий, Владимир Николаевич (1876—1939) — скульптор, заслуженный деятель искусств РСФСР (1937); 2 уч. 2 ряд.
- Донской, Марк Семёнович (1901—1981) — кинорежиссёр, сценарист, народный артист СССР, лауреат премии «Оскар» за фильм «Радуга»; автор памятника Б. А. Дубрович; 9 уч. 7 ряд.
- Дорлиак, Нина Львовна (1908—1998) — оперная певица (сопрано), педагог, профессор Московской консерватории; 2 уч. 21 ряд.
- Дородницын, Анатолий Алексеевич (1910—1994) — математик, геофизик, механик, академик АН СССР; 10 уч. 8 ряд.
- Доронин, Иван Васильевич (1903—1951) — лётчик, полковник, Герой Советского Союза; 4 уч. 25 ряд
- Дорохин, Николай Иванович (1905—1953) — актёр Художественного театра, киноактёр, педагог, народный артист РСФСР; 2 уч. 15 ряд.
- Досталь, Николай Владимирович (1909—1959) — кинорежиссёр; 5 уч. 32 ряд.
- Драгунский, Давид Абрамович (1910—1992) — танкист, генерал-полковник, дважды Герой Советского Союза; автор памятника Л. Е. Кербель; 11 уч. 3 ряд
- Драчев, Павел Иванович (1897—1964) — интендант, генерал-полковник; 6 уч. 6 ряд
- Дружинин, Николай Михайлович (1886—1986) — историк, академик АН СССР; 10 уч. 4 ряд.
- Дружинин, Фёдор Серафимович (1932—2007) — альтист, народный артист РСФСР, профессор Московской консерватории; 1 уч. 3 ряд.
- Дружинина, Елена Иоасафовна (1916—2000) — историк, член-корреспондент АН СССР (1981); 10 уч. 4 ряд.
- Дубинский, Давид Александрович (1920—1960) — художник-график, иллюстратор, член-корреспондент АХ СССР (1958); 5 уч. 43 ряд.
- Дубынин, Виктор Петрович (1943—1992) — командующий армией в Афганистане и Северной группой войск; начальник Генерального Штаба Минобороны России, генерал армии, Герой Российской Федерации; 11 уч. 3 ряд
- Дудоров, Николай Павлович (1906—1977) — Министр внутренних дел СССР; 8 уч. 34 ряд.
- Дунаевский, Исаак Осипович (1900—1955) — советский композитор; 2 уч. 17 ряд.
- Дурасов, Лев Григорьевич (1918—1982) — актёр, кинорежиссёр; 2 уч. 17 ряд.
- Дурасова, Мария Александровна (1891—1974) — актриса театра и кино, заслуженная артистка РСФСР (1928); 2 уч. 17 ряд.
- Дурнов, Модест Александрович (1868—1928) — художник-акварелист, график, архитектор, приверженец декадентства; 4 уч. 11 ряд.
- Дуров, Владимир Григорьевич (1909—1972) — дрессировщик, цирковой артист, народный артист СССР (1967); 3 уч. 64 ряд.
- Дуров, Владимир Леонидович (1863—1934) — дрессировщик, родоначальник известной цирковой династии, основатель Театра зверей; автор памятника И. Д. Шадр; 2 уч. 22 ряд.
- Дуров, Лев Константинович (1931—2015) — актёр, народный артист СССР (1990); 5 уч. 32 ряд.
- Дуров, Юрий Владимирович (1910—1971) — дрессировщик, народный артист СССР (1971); внук дрессировщика В. Л. Дурова; 2 уч. 40 предпоследний ряд.
- Дурова, Наталья Юрьевна (1934—2007) — дрессировщица, цирковая артистка, художественный руководитель Театра зверей, народная артистка СССР; 2 уч. 22 ряд рядом с прадедом В. Л. Дуровым.
- Дутов, Владимир Николаевич (1907—1991) — военный финансист, генерал-полковник, Герой Социалистического Труда (1982); 9 уч. 1 ряд
- Духов, Николай Леонидович (1904—1964) — конструктор тяжёлых танков, директор и Главный конструктор НИИ автоматики, член-корреспондент АН СССР, лауреат Ленинской и пяти Государственных премий СССР; автор памятника А. Е. Елецкий; 6 уч. 6 ряд.
- Дыховичный, Владимир Абрамович (1911—1963) — драматург, писатель-сатирик, поэт; 8 уч. 30 ряд.
- Дыховичный, Иван Владимирович (1947—2009) — актёр, кинорежиссёр, сценарист; 8 уч. 30 ряд.
- Дымшиц, Вениамин Эммануилович (1910—1993) — председатель Госплана, Госснаба, Совета народного хозяйства СССР; 10 уч. 7 ряд.
- Дьяков, Михаил Иудович (1878—1952) — зоотехник, академик ВАСХНИЛ (1948); 4 уч. 21 ряд